# بنك موريشيوس
بنك أف موريشيوس (بالفرنسية: Banque de Maurice)‏ هو البنك المركزي لجمهورية موريشيوس. تأسس في سبتمبر 1967 كبنك موريشيوس المركزي. تم تصميمه على غرار بنك إنجلترا وتم إنشاؤه، في الواقع، بمساعدة كبار المسؤولين في بنك إنجلترا. من بين مسؤولياته إصدار عملة موريشيوس، الروبية الموريشيوسية.